# Dorpenomloop Rucphen 2018
La 42e édition de Dorpenomloop Rucphen a eu lieu le 11 mars 2018. Elle fait partie du calendrier UCI Europe Tour 2018 en catégorie 1.2.

## Équipes
| Équipes continentales professionnelles (2)- Hagens Berman Axeon - Roompot-Nederlandse Loterij Équipes continentales (14)- Alecto - Canyon Eisberg - ColoQuick - Dauner D&DQ-Akkon - Delta Cycling Rotterdam - Destil-Parkhotel Valkenburg - Differdange-Losch - Heizomat rad-net.de - Lotto-Kern-Haus - Metec-TKH-Mantel - Riwal CeramicSpeed - Team Sauerland NRW p/b SKS GERMANY - SEG Racing Academy - Tarteletto-Isorex Équipe nationale- Grande-Bretagne Équipe amateur- Mysenlan-Spie-Douterloige Équipe féminine amateur- NWVG Équipes régionales et de clubs (4)- Lotto-Soudal U23 - VolkerWessels Cycling Team - Willebrord Wil Vooruit - De Jonge Renner |
| |

## Classements

### Classement final
| \| Classement général \| Classement général \| Classement général \| Classement général \| Classement général \| \| Coureur \| Coureur \| Pays \| Équipe \| Temps \| \| ------------------ \| ------------------ \| ------------------ \| --------------------------- \| ------------------ \| \| 1er \| Mikkel Bjerg \| Danemark \| Hagens Berman Axeon \| 4 h 13 min 20 s \| \| 2e \| Rune Herregodts \| Belgique \| Lotto-Soudal U23 \| + 0 s \| \| 3e \| Maarten van Trijp \| Pays-Bas \| Destil-Parkhotel Valkenburg \| + 6 s \| \| 4e \| Wouter Wippert \| Pays-Bas \| Roompot-Nederlandse Loterij \| + 6 s \| \| 5e \| Jasper Philipsen \| Belgique \| Hagens Berman Axeon \| + 6 s \| \| 6e \| Alex Colman \| Belgique \| \| + 6 s \| \| 7e \| Jordi Meeus \| Belgique \| SEG Racing Academy \| + 6 s \| \| 8e \| Patrick Haller \| Allemagne \| Heizomat rad-net.de \| + 6 s \| \| 9e \| Jacob Vaughan \| Royaume-Uni \| Lotto-Soudal U23 \| + 6 s \| \| 10e \| Twan Brusselman \| Pays-Bas \| Destil-Parkhotel Valkenburg \| + 6 s \| |                   |             |                             |                 |
| |                   |             |                             |                 |
| Sources : ProCyclingStats Cycling Quotient Cycling Archives |                   |             |                             |                 |
| Classement général |                   |             |                             |                 |
| Coureur | Coureur           | Pays        | Équipe                      | Temps           |
| 1er | Mikkel Bjerg      | Danemark    | Hagens Berman Axeon         | 4 h 13 min 20 s |
| 2e | Rune Herregodts   | Belgique    | Lotto-Soudal U23            | + 0 s           |
| 3e | Maarten van Trijp | Pays-Bas    | Destil-Parkhotel Valkenburg | + 6 s           |
| 4e | Wouter Wippert    | Pays-Bas    | Roompot-Nederlandse Loterij | + 6 s           |
| 5e | Jasper Philipsen  | Belgique    | Hagens Berman Axeon         | + 6 s           |
| 6e | Alex Colman       | Belgique    |                             | + 6 s           |
| 7e | Jordi Meeus       | Belgique    | SEG Racing Academy          | + 6 s           |
| 8e | Patrick Haller    | Allemagne   | Heizomat rad-net.de         | + 6 s           |
| 9e | Jacob Vaughan     | Royaume-Uni | Lotto-Soudal U23            | + 6 s           |
| 10e | Twan Brusselman   | Pays-Bas    | Destil-Parkhotel Valkenburg | + 6 s           |

### Classements UCI
La course attribue aux coureurs le même nombre des points pour l'UCI Europe Tour 2018 et le Classement mondial UCI.
| Position           | 1er | 2e | 3e | 4e | 5e | 6e | 7e | 8e à 10e |
| Classement général | 40  | 30 | 25 | 20 | 15 | 10 | 5  | 3        |